# Lew Temple
Lew Temple (ur. 2 października 1967 r.) – amerykański aktor filmowy i telewizyjny.
Urodził się i wychowywał w Bayou Country w stanie Luizjana. Zajmował się profesjonalnym baseballem. Od momentu występu w filmie Roba Zombie Bękarty diabła (The Devil's Rejects, 2005) stał się popularnym aktorem horrorów; pojawił się także w roli szeryfa Winstona w slasherze Teksańska masakra piłą mechaniczną: Początek (The Texas Chainsaw Massacre: The Beginning, 2006) oraz jako Noel Kluggs w kolejnym filmie Roba Zombie Halloween (2007). W latach 1997–2002 udzielał głosu w serialu Kidô senkan Nadeshiko.